# Aiglsbach
Aiglsbach är en kommun och ort i Landkreis Kelheim i Regierungsbezirk Niederbayern i förbundslandet Bayern i Tyskland.
Kommunen ingår i kommunalförbundet Mainburg tillsammans med kommunerna Attenhofen, Elsendorf och Volkenschwand.